# Силвен-Лейк
Силвен-Лейк (англ. Sylvan Lake) — містечко в Канаді, у провінції Альберта, у складі муніципального району Ред-Дір.

## Населення
За даними перепису 2016 року, містечко нараховувало 14816 осіб, показавши зростання на 19,9%, порівняно з 2011-м роком. Середня густина населення становила 634,2 осіб/км².
З офіційних мов обидвома одночасно володіли 945 жителів, тільки англійською — 13 780, тільки французькою — 5, а 10 — жодною з них. Усього 570 осіб вважали рідною мовою не одну з офіційних, з них 5 — одну з корінних мов, а 15 — українську.
Працездатне населення становило 8 515 осіб (75,4% усього населення), рівень безробіття — 13,6% (16,4% серед чоловіків та 10,5% серед жінок). 85,3% осіб були найманими працівниками, а 12,3% — самозайнятими.
Середній дохід на особу становив $58 444 (медіана $45 097), при цьому для чоловіків — $76 649, а для жінок $40 043 (медіани — $67 037 та $30 336 відповідно).
32,8% мешканців мали закінчену шкільну освіту, не мали закінченої шкільної освіти — 17%, 50,2% мали післяшкільну освіту, з яких 20,7% мали диплом бакалавра, або вищий, 20 осіб мали вчений ступінь.
| Статево-вікова структура населення | Статево-вікова структура населення | Статево-вікова структура населення | Статево-вікова структура населення | Статево-вікова структура населення |
| ---------------------------------- | ---------------------------------- | ---------------------------------- | ---------------------------------- | ---------------------------------- |
|                                    |                                    |                                    |                                    |                                    |
| Всього                             | Всього                             | 50,3%49,7%                         |                                    |                                    |
| 0 — 14 років                       | 0 — 14 років                       |                                    | 22,7%                              | 22,7%                              |
| 15 — 64 років                      | 15 — 64 років                      |                                    | 69,1%                              | 69,1%                              |
| 65 і більше                        | 65 і більше                        |                                    | 8,3%                               | 8,3%                               |
| 85 і більше                        | 85 і більше                        |                                    | 0,9%                               | 0,9%                               |
| Середній вік (років)               | Середній вік (років)               | 33,734,7                           | 34,2                               | 34,2                               |
| Медіана (років)                    | Медіана (років)                    | 32,633,4                           | 33,1                               | 33,1                               |
| — чоловіки — жінки                 |                                    |                                    |                                    |                                    |

| Походження мешканців:     | Походження мешканців:     | Походження мешканців: | Походження мешканців: | Походження мешканців: |
| ------------------------- | ------------------------- | --------------------- | --------------------- | --------------------- |
| Походження                |                           |                       | осіб                  | %                     |
| Корінні американці        | Корінні американці        |                       | 1 255                 | 8.47%                 |
| Інше північноамериканське | Інше північноамериканське |                       | 4 690                 | 31.65%                |
| Європейське               | Європейське               |                       | 11 995                | 80.96%                |
| британське                | британське                |                       | 8 270                 | 55.82%                |
| французьке                | французьке                |                       | 1 870                 | 12.62%                |
| українське                | українське                |                       | 1 685                 | 11.37%                |
| Латинськоамериканське     | Латинськоамериканське     |                       | 125                   | 0.84%                 |
| Карибське                 | Карибське                 |                       | 50                    | 0.34%                 |
| Африканське               | Африканське               |                       | 140                   | 0.94%                 |
| Азійське                  | Азійське                  |                       | 375                   | 2.53%                 |
| Океанійське               | Океанійське               |                       | 50                    | 0.34%                 |

| Зайнятість населення за галузями (за класифікацією NOC): | Зайнятість населення за галузями (за класифікацією NOC): | Зайнятість населення за галузями (за класифікацією NOC): | Зайнятість населення за галузями (за класифікацією NOC): | Зайнятість населення за галузями (за класифікацією NOC): |
| -------------------------------------------------------- | -------------------------------------------------------- | -------------------------------------------------------- | -------------------------------------------------------- | -------------------------------------------------------- |
|                                                          |                                                          |                                                          |                                                          |                                                          |
| Управління                                               | Управління                                               |                                                          | 9%                                                       | 9%                                                       |
| Бізнес, фінанси та адміністрування                       | Бізнес, фінанси та адміністрування                       |                                                          | 13,4%                                                    | 13,4%                                                    |
| Природничі та прикладні науки                            | Природничі та прикладні науки                            |                                                          | 4,6%                                                     | 4,6%                                                     |
| Охорона здоров'я                                         | Охорона здоров'я                                         |                                                          | 5,5%                                                     | 5,5%                                                     |
| Освіта, правозахист, муніципальні та урядові служби      | Освіта, правозахист, муніципальні та урядові служби      |                                                          | 9,7%                                                     | 9,7%                                                     |
| Мистецтво, культура, відпочинок та спорт                 | Мистецтво, культура, відпочинок та спорт                 |                                                          | 1,9%                                                     | 1,9%                                                     |
| Роздрібна торгівля та послуги                            | Роздрібна торгівля та послуги                            |                                                          | 20%                                                      | 20%                                                      |
| Гуртова торгівля, транспорт та обладнання                | Гуртова торгівля, транспорт та обладнання                |                                                          | 23,7%                                                    | 23,7%                                                    |
| Природні ресурси, сільське господарство                  | Природні ресурси, сільське господарство                  |                                                          | 7,9%                                                     | 7,9%                                                     |
| Виробництво                                              | Виробництво                                              |                                                          | 4,4%                                                     | 4,4%                                                     |

## Клімат
Середня річна температура становить 2,7°C, середня максимальна – 21,3°C, а середня мінімальна – -18,5°C. Середня річна кількість опадів – 488 мм.
| Клімат поселення                              | Клімат поселення | Клімат поселення | Клімат поселення | Клімат поселення | Клімат поселення | Клімат поселення | Клімат поселення | Клімат поселення | Клімат поселення | Клімат поселення | Клімат поселення | Клімат поселення | Клімат поселення |
| Показник                                      | Січ.             | Лют.             | Бер.             | Квіт.            | Трав.            | Черв.            | Лип.             | Серп.            | Вер.             | Жовт.            | Лист.            | Груд.            |                  |
| Середній максимум, °C                         | −6,35            | −3,14            | 1,96             | 9,32             | 15,08            | 19,23            | 21,29            | 20,98            | 16,05            | 10,86            | 1,97             | −3,78            |                  |
| Середня температура, °C                       | −12,44           | −9,2             | −4,12            | 3,24             | 9,00             | 13,14            | 15,49            | 15,18            | 10,25            | 5,06             | −3,84            | −9,58            |                  |
| Середній мінімум, °C                          | −18,5            | −15,28           | −10,19           | −2,82            | 2,93             | 7,07             | 9,68             | 9,38             | 4,45             | −0,76            | −9,65            | −15,4            |                  |
| Норма опадів, мм                              | 19               | 14               | 19               | 23               | 55               | 91               | 90               | 71               | 54               | 20               | 15               | 17               |                  |
| Середньомісячна швидкість вітру, м/с          | 3.20             | 3.21             | 3.43             | 3.70             | 3.70             | 3.40             | 3.03             | 2.90             | 3.15             | 3.40             | 3.34             | 3.27             |                  |
| Середньомісячна сонячна радіація, кДж/м²·день | 3819             | 7315             | 12355            | 17185            | 20636            | 22023            | 22599            | 19056            | 13156            | 7925             | 4068             | 2907             |                  |
| --------------------------------------------- | ---------------- | ---------------- | ---------------- | ---------------- | ---------------- | ---------------- | ---------------- | ---------------- | ---------------- | ---------------- | ---------------- | ---------------- | ---------------- |
| Джерело:                                      |                  |                  |                  |                  |                  |                  |                  |                  |                  |                  |                  |                  |                  |